# Ludovic I de Neapole
Ludovic I de Neapole (n. 1320, Regatul Neapolelui – d. 1362, Napoli, Regatul Neapolelui), cunoscut și ca Ludovic de Taranto, a fost un membru al Casei Capețiene de Anjou care a domnit ca rege în Neapole, a fost Conte de Provența și Forcalquier și Prinț de Taranto.

## Tinerețea și familia
Un membru al Casei Capețiene de Anjou, Ludovic s-a născut în Napoli, ca cel de-al doilea fiu a lui Filip I, Prinț de Taranto și a Caterinei de Valois. El a fost vărul primar a reginei Ioana I de Neapole și a primului ei soț, Andrei de Ungaria, Duce de Calabria. Fratele mai mare a lui Ludovic, Robert, Prinț de Taranto, avea o aventură deschisă cu regina Ioana. La vârsta de 17 ani, primul soț al Ioanei, Andrei, a fost asasinat pe 18 septembrie 1345 pentru încercarea de a conduse împreună cu soția sa, iar Ioana a fost imediat suspectată că a ordonat asasinatul cu ajutorul lui Ludovic și Robert.
După moartea soțului ei, tânăra regină a fost puternic influențată de Robert, dar până în octombrie 1346, ea s-a apropiat mai mult de Ludovic. Mama fraților a murit în aceași lună, lăsând pretențiile Imperiului Latin lui Robert, care la rândul său, i-a cedat lui Ludovic Principatul de Taranto.

## Căsătoria
Ludovic și Ioana s-au căsătorit în Napoli pe 22 august 1347, fără a solicita dispensa de la Papa Clement al VI-lea, necesară din cauza relațiilor strânse de rudenie. Căsătoria a fost o încercare de a asigura împărăția pentru Ludovic decât pentru a face pace în certurile Casei de Anjou.

### Ascensiunea la putere
Cuplul a fugit în Provența, regiune pe care Ioana o conducea sub titlul de Contesă, după ce regele Ludovic I al Ungariei a invadat Neapolele pentru a răzbuna asasinarea fratelui său Andrei. Pentru a asigura acceptarea căsătoriei lor și pentru a avea sprijinul împotriva acuzațiilor de omor, Ioana și-a vândut orașul.
Moartea Neagră i-a forțat pe maghiari să se retragă din Neapole, în august 1348. Ioana, care tocmai o născuse pe fiica ei Caterina, s-a întors în regatul său împreună cu Ludovic. De la începutul anului 1349, toate documentele regatului au fost emise în numele ambilor soți, iar Ludovic a preluat controlul cetăților militare. Pe monedele emise în timpul domniei lor comune, numele Ludovic era inscripționat mereu înaintea Ioanei. Deși nu a fost recunoscut oficial de către Papa ca rege și codomnitor până în 1352, este posibil ca napolitanii să-l fi considerat monarhul lor din momentul în care a început să se comporte ca atare.
Ludovic a profitat de turbulențele provocate de un alt atac maghiar pentru a smulge autoritatea regală completă de la soția sa. El a îndepartat toți susținătorii ei, l-a doborât pe favoritul ei, Enrico Caracciolo, pe care l-a acuzat de adulter în aprilie 1349 și pe care, foarte probabil, l-a executat.

### Guvernarea oficială
În 1350 regele Ungariei a lansat o altă invazie, forțându-i pe Ludovic și pe Ioana să fugă în Gaeta. Ludovic a învins forțele maghiare cu ajutorul Papei Clement, însă papa l-a mustrat pe Ludovic pentru tratarea reginei ca pe un prizonier, și a fost de acord să-l recunoască ca rege și codomnitor doar cu condiția ca el să accepte coroana doar prin dreptul Ioanei. Fiica lor, Frances, s-a născut curând după aceea, dar a murit la doar câțiva ani. Ludovic a primit recunoașterea oficială de la papa Clement în codomnie alături de soția sa pe 20 sau 23 martie 1352, și a fost încoronat rege pe 25 sau 27 mai 1352. Deși cuplul era tânăr, după ce singurul copil supraviețuitor (Frances) murise în ziua încoronării, Ioana nu a mai putut avea copii. Ludovic a fondat Ordinul Knot cu ocazia încoronării sale, în speranța că va spori reputația pătată pe care o împărțea cu Ioana. În 1356 cei doi au fost încoronați în Messina ca guvernatori ai Siciliei, însă nu au reușit să guverneze pe întreaga insulă, care fusese confiscată de Casa de Anjou de la Casa de Barcelona în 1285, regatul fiind separat ulterior.
Moartea susținătorului lor, Papa Clement al VI-lea, a fost o lovitură dură pentru Ludovic și Ioana. Succesorul său, Papa Inocențiu al VI-lea i-a excomunicat pentru că aceștia nu plătiseră tributul anual către Sfântul Scaun. Problema a fost rezolvată după o vizită la Avignon in 1360.
Încercările lui Ludovic din 1360 de a-l detrona pe Frederic cel Simplu și de a guverna Sicilia, s-au încheiat cu un eșec, deși el a reușit să ocupe o mare parte a insulei (inclusiv capitala, Palermo), înainte ca baronii săi să se răzvrătească. În Neapole, el s-a confruntat cu opoziția verilor și soției sale din Casa de Anjou-Durazzo, care au respins puternic dominația sa, iar Ludovic de Gravina a început revolte agitate în Aqulia.

## Moartea și moștenirea
Ludovic a murit, probabil, de ciumă bubonică, în Napoli pe 26 mai 1362. Ioana a reluat imediat autoritatea pe tărâmurile ei. Deși s-a căsătorit încă de doua ori după moartea lui, cu Jaime al IV-lea de Mallorca și Otto, Duce de Brunswick-Grubenhagen, Ludovic a rămas singurul soț al ei căruia i-a acordat statutul de codomnitor. Regiunea Taranto i-a rămas fratelui său mai mic, Filip al II-lea. La moartea lui Ludovic, ordinea pe care acesta a creat-o s-a dizolvat pur și simplu. A fost înmormântat în Mănăstirea Montevergine, alături de mama sa.
Un cronicar a scris că moartea lui Ludovic de Taranto a creat o mare corupție în toată împărăția. Petrarca, un prieten de familie cu membrii napolitani, l-a descris ca fiind violent și mincinos, risipitor și avar, depravat și crud, o persoana care nu a știut cum să-i facă pe supușii săi să-l iubească și care nici măcar nu avea nevoie de dragostea lor. Cea mai mare realizare a lui Ludovic I a fost numirea lui Niccolò Acciaioli ca mare postelnic, care i-a oferit Neapolelui un administratir capabil și un lider militar.